# Ренату Нету
Ренату Нету (порт. Renato Neto; нар. 27 вересня 1991, Камакан) — бразильський футболіст, півзахисник «Остенде».

## Ігрова кар'єра
Народився 27 вересня 1991 року в місті Камакан. Вихованець «Академії Катаріненсе», з якої в 16 років потрапив до португальського «Спортінга».
У першій команді лісабонців дебютував 24 травня 2009 року, вийшовши в кінцівці гри чемпіонату замість співвітчизника Дерлея. Другий свій матч за основну команду Нету провів майже через рік, знову вийшовши на заміну в кінці гри.
На пробившись до основи «Спортінга», влітку 2010 року Нету був відданий в оренду в бельгійський «Серкль» з Брюгге, де відіграв півтора сезони своєї ігрової кар'єри. Більшість часу, проведеного у складі «Серкля», був основним гравцем команди.
До складу клубу «Спортінг» повернувся в кінці 2011 року через проблему травм в лінії півзахисту португальської команди. До кінця сезону Ренату встиг відіграти за лісабонський клуб ще 6 матчів в національному чемпіонаті (1 гол), 1 матч в національному кубку і 4 гри у Лізі Європи.
Влітку 2012 року на правах оренди перейшов у угорський «Відеотон», де грав до кінця року, після чого ще півтора сезони грав в оренді в бельгійському «Генті».
Влітку 2014 року бельгійський клуб викупив контракт гравця і в першому ж сезоні бельгієць забив 4 голи у 28 матчах чемпіонату і допоміг «Генту» вперше в історії виграти чемпіонат Бельгії. А 16 липня 2015, відігравши весь матч за суперкубок Бельгії, допоміг команді обіграти «Брюгге» (1:0) і вперше в історії виграти Суперкубок країни.
20 травня 2019 року уклав однорічний контракт з «Остенде».

## Досягнення
- Чемпіон Бельгії: 2015
- Володар Суперкубка Бельгії: 2015